# Coenonympha siskiyonensis
Coenonympha siskiyonensis är en fjärilsart som beskrevs av Comstock 1925. Coenonympha siskiyonensis ingår i släktet Coenonympha och familjen praktfjärilar. Inga underarter finns listade i Catalogue of Life.